# D12 World
| Críticas profissionais | Críticas profissionais |
| Avaliações da crítica  | Avaliações da crítica  |
| Fonte                  | Avaliação              |
| ---------------------- | ---------------------- |
| Allmusic               | [ 1 ]                  |
| HipHopDX               | [ 2 ]                  |
| RapReviews             | 7.5/10                 |

D12 World é o segundo álbum de estúdio do grupo de Hip-Hop D12, lançado em 27 de abril de 2004. O álbum vendeu 504,000 cópias na primeira semana na Billboard 200 americana. O álbum foi o último a apresentar o rapper Proof, 2 anos antes de sua morte em 2006, e o único a apresentar "Bugz" em uma faixa.

## Faixas
1. "Git Up" - 4:03
2. "Loyalty" (feat. Obie Trice) - 5:44
3. "Just Like U" - 3:31
4. "I'll be Damned" - 4:21
5. "Dude" (skit) - 1:14
6. "My Band" - 4:58
7. "U R The One" - 4:19
8. "6 In The Morning" - 4:38
9. "How Come" - 4:09
10. "Leave Dat Boy Alone" - 5:23
11. "Get My Gun" - 4:34
12. "Bizarre" (skit) - 1:34
13. "Bitch" (feat. Dina Rae) - 4:26
14. "Steve's Coffee House" (Skit) - 0:51
15. "D12 World" - 3:10
16. "40 Oz." - 4:02
17. "Commercial Break" - 1:12
18. "American Psycho II" - 3:44
19. "Bugz 97"(skit) - 1:05
20. "Good Dye Young" - 5:56

Bonus Tracks
1. "Keep Talkin'" - 4:28
2. "Barbershop" - 4:23
3. "Slow Your Roll" - 4:25

Notas
- A faixa intitulada "Bugz" é uma parte da música "Desperados" a qual há a participação também de Eminem, Proof (morto em 2006), Bugz (morto em 1999) e The Almighty Dreadknaughts.

### Posições nas paradas
| Parada (2004)                   | Maior posição |
| ------------------------------- | ------------- |
| Austrália                       | 2             |
| Austria                         | 5             |
| Suécia                          | 6             |
| Bélgica (Flanders)              | 9             |
| Canadá                          | 1             |
| Dinamarca                       | 6             |
| Holanda                         | 9             |
| França                          | 9             |
| Alemanha                        | 2             |
| Irlanda                         | 1             |
| Nova Zelândia                   | 1             |
| Noruega                         | 5             |
| Suíça                           | 3             |
| Reino Unido                     | 1             |
| US Billboard 200                | 1             |
| US Billboard R&B/Hip-Hop Albums | 1             |
| US Billboard Rap Albums         | 1             |